# 土御門有春
土御門 有春（つちみかど ありはる）は、戦国時代の公卿・陰陽家。堂上家（家格は、半家・安倍氏）である、土御門家29代当主。

## 経歴
陰陽頭・土御門有季の子。
天文12年7月28日（1543年8月28日）、治部卿に就任。
官位は従三位・陰陽頭、非参議。
当時、土御門家と並んで陰陽道宗家の双璧であった賀茂氏勘解由小路家の当主・在富の唯一の息子である賀茂在昌は、永禄7年（1564年）に妻子を連れて京を出奔して、キリシタンとなって豊後府内に留学していた。在富は後継者が不在のまま、永禄8年（1565年）死去。嗣子がないため、四男の福寿丸（1553-1575・13歳）を勘解由小路在高として養子に入れて相続させた。

## 系譜
- 父：土御門有季 - 陰陽頭、従二位、非参議
- 母：不詳
- 養父：土御門有宣
- 妻：不詳
- 生母不明の子女
  - 男子：土御門有脩
  - 男子：勘解由小路在高 - 勘解由小路在富の養子